# HD 50621
HD 50621，又名CD-48 2556，SAO 218261、HR 2563，是一颗恒星，视星等为6.42，位于銀經257.9，銀緯-19.89，其B1900.0坐标为赤經6h 48m 51.1s，赤緯-48° -19.89′ 17″。